# 윈 나잉 뚠
윈 나잉 뚠(태국어: พรรษา เหมวิบูลย์, 2000년 5월 3일~)는 미얀마의 축구 선수로, 포지션은 포워드. 현재 타이 리그 1의 치앙라이 유나이티드 FC와 미얀마 축구 국가대표팀 소속으로 활동하고 있다. 그는 버마 축구계에서 가장 유망한 젊은 선수 중 한 명으로 여겨진다.